# Supah Ninjas
Supah Ninjas é uma série de televisão de comédia de ação produzida originalmente pela Nickelodeon e criada por Leo Chu e Eric Garcias. A série pré-estreou na Nickelodeon em 17 de janeiro de 2011 nos Estados Unidos e começou a ser exibida regularmente em 16 de abril de 2011. 
No Brasil, foi exibida pela Nickelodeon, entre 7 de setembro de 2011 a 22 de agosto de 2013.
Em Portugal,foi exibida pelo Nickelodeon, entre 9 de setembro de 2011 a 27 de janeiro de 2014.
Foi exibida em TV Aberta pela Rede Bandeirantes dentro do Band Kids juntamente de Victorious.

## Sinopse
A série gira em torno de Mike Fukanaga e Karay Fukanaga, o protagonista principal, e seus amigos, Owen  eAmanda. Após a morte de seu avô, Mike recebe uma carta misteriosa que o leva a descobrir que ele vem de uma longa linhagem de ninjas. Com Owen, e mais tarde Amanda, eles são levados para o mundo do combate ao crime, formando a equipe "Supah Ninjas". Eles são treinados com um holograma do avô de Mike.Originalmente, o papel de personagem principal foi oferecido a Internet de celebridades Ryan Higa (conhecido mais comumente como Nigahiga), mas os produtores queriam que ele tirasse seus vídeos do YouTube para que ele recusou a oferta, Higa é ajustado para fazer uma aparição no show.

## Personagens

### Principal
Ryan Potter - Mike Fukanaga: É um jovem garoto descendente de japoneses e o líder dos Supah Ninjas. Ele é neto do falecido Hattori Fukanaga sendo descendente de uma família de ninjas. Logo no começo da história descobre do esconderijo de seu avô e recebe o destino de proteger sua cidade como um ninja junto de seus amigos Owen e Amanda. A sua principal arma são um par de Nunchakus, além de shurikens e mais pro final da série a "Espada Flutuante". Ele demonstra uma paixão pela Amanda tanto que no decorrer da história vai se revelando pra ela. Seu uniforme de treinamento é azul seu nome é Michel Fontes.
Carlos Knight - Owen Reynolds: É o melhor amigo de Mike um garoto afro-americano e membro dos Supah Ninjas. Ele é o mais brincalhão e excêntrico da equipe muitas vezes irritando seus amigos pelas suas brincadeiras, raramente levando as coisas a sério. Ele é o único da equipe quem chama o avô de Mike de "Hologravô". Está sempre faminto e por vezes preguiçoso muitas vezes irritando Amanda e Yamato. A sua principal arma é um bastão Bo feito de ferro. Seu uniforme de treinamento é vermelho.
Gracie Dzienny - Amanda McKay: Uma garota popular, líder de torcida e membro dos Supah Ninjas. Ela entra na equipe após descobrir a identidade de Mike e Owen na sua primeira missão os chantageando. Ela é a mais esperta e organizada da equipe sempre pensando antes de fazer qualquer coisa ao contrário de Owen. No decorrer da história Mike vai demonstrando interesse por ela. A sua principal arma é são um par de Tonfas. Seu uniforme de treinamento é roxo.
George Takei - Grandfather: É o avô falecido de Mike e mestre dos Supah Ninjas. Ele se mantém vivo através de um holograma escondido numa base secreta no porão do quarto de Mike junto de seu robô de treinamento Yamato que ele utiliza para treinar a equipe. Passou para Mike a sua geração de ninjas de sua família sendo um mistério o motivo de sua morte. Mais pro final da história é revelado que ele possui um irmão gêmeo chamado Kagema Fukanaga que trabalha junto de Connor atrás da Espada Flutuante.
Matthew Yang - King Yamato: É o robô lutador de treino criado pelo avô de Mike para ajudá-lo a treinar a equipe dos Supah Ninjas. Está sempre no dojo junto de Hattori sendo raramente visto fora dele. Em um dos episódios já chegou a ficar sem controle atacando a equipe, mas depois foi reajustado. Muitas vezes é chamado de Yama pela equipe. Ele lembra um pouco o Alpha 5 dos Power Rangers. Randall Park.
Randall Park - Martin Fukanaga É o pai de Mike e neto de Hattori que trabalha como policial na cidade. Desconhece sua descendência ninja embora sempre se mantenha direito no trabalho. Muitas vezes ele é mostrado sendo desajeitado e brincalhão.

## Inspirações
Pode-se notar que a série possui semelhanças com seriados de ação japoneses de preferência Tokusatsu como VR Troopers e Power Rangers, que em sua maioria são de heróis de roupas colantes que lutam contra criaturas do mal que equivalem aos diversos bandidos enfrentados em Supah Ninjas. As batalhas assim como em Tokusatsus possuem muitas vezes efeitos especiais e lutas. Além disso os uniformes de treinamento (kimonos) dos personagens são em cores diferente aludindo a seriados como Super Sentai ou Power Rangers. Além disso há a presença de um mecha que no caso é o Yamato, o robô lutador dos Supah Ninjas. Além do holograma do avô.

## Episódios
| Temporada | Temporada | Episódios | Estados Unidos         | Estados Unidos        | Brasil                | Brasil                 | Portugal              | Portugal            |
| Temporada | Temporada | Episódios | Início da Temporada    | Final da Temporada    | Inicio de Temporada   | Final de Temporada     | Inicio de Temporada   | Final de Temporada  |
| --------- | --------- | --------- | ---------------------- | --------------------- | --------------------- | ---------------------- | --------------------- | ------------------- |
|           | 1         | 26        | 17 de janeiro de 2011  | 28 de janeiro de 2012 | 7 de setembro de 2011 | 24 de novembro de 2012 | 9 de setembro de 2011 | 15 de março de 2013 |
|           | 2         | 13        | 9 de fevereiro de 2013 | 27 de abril de 2013   | 6 de agosto de 2013   | 22 de agosto de 2013   | 5 de julho de 2013    | TBA                 |

## Dublagem
| Ator/Atriz     | Personagem      | Dublador(a)      |
| -------------- | --------------- | ---------------- |
| Ryan Potter    | Mike Fukunaga   | Charles Emmanuel |
| Carlos Knight  | Owen Reynolds   | Marcos Souza     |
| Gracie Dzienny | Amanda McKay    | Erika Menezes    |
| George Takei   | Avô             | Carlos Seidl     |
| Randall Parks  | Martin Fukanaga | Marcelo Garcia   |

| Vozes Adicionais                                                              |
| ----------------------------------------------------------------------------- |
| Bruna Laynes, Adel Merecadante, Anderson Coutinho, Flávia Saddy, Júlio Chaves |

 Créditos da dublagem brasileira: 

Tradução: Ana Beatriz

Direção de dublagem: Marlene Costa

Estúdio de dublagem: Alcatéia Audiovisual, RJ